# How to Be Loved
How to be Loved (tiếng Ba Lan: Jak być kochaną) là một phim của Ba Lan. Phim được Wojciech Has đạo diễn và được công chiếu vào năm 1963.
Bộ phim được chuyển thể từ tiểu thuyết cùng tên của nhà văn Kazimierz Brandys. Phim đào sâu khía cạnh những tổn thương cảm xúc mà chiến tranh gây ra. Đây có lẽ là chủ đề trung tâm của Trường phái điện ảnh Ba Lan. Ở một cấp độ sâu hơn, bộ phim đã thành công xây dựng một bi kịch cá nhân là kết quả của cuộc đấu tranh giữa sự vị kỷ và hèn nhát với sự tận tâm và lòng dũng cảm.
Trên chuyến bay đến Paris, Felicja (do Barbara Krafftówna thủ vai), một nữ diễn viên truyền thanh thành công, ngồi nhớ lại cái đêm năm 1939 khi cô ra mắt với vai Ophelia, diễn với người đàn ông cô yêu là Wiktor (do Zbigniew Cybulski thủ vai), đóng vai Hamlet. Chiến tranh thế giới thứ hai xen vào, buộc Felicja nhận công việc phục vụ bàn để tránh phải diễn trên sân khấu phục vụ người Đức. Cô cho người yêu của mình nơi trú ẩn khi anh ta bị buộc tội giết chết một cộng tác viên. Sau chiến tranh, Wiktor không thể bỏ trốn đủ nhanh vì nóng vội trên con đường danh vọng và những lời tán thưởng. Người phụ nữ đã cứu anh thì bị cáo buộc sai về sự hợp tác. Nhiều năm sau, Wiktor và Felicja gặp lại nhau, cục diện lúc này đã xoay chuyển.
Phim được tham dự Liên hoan phim Cannes 1963.

## Diễn viên
- Barbara Krafftówna - Felicja
- Zbigniew Cybulski - Wiktor Rawicz
- Artur Młodnicki - Tomasz
- Wieńczysław Gliński - Nhà vi khuẩn học
- Wiesław Gołas – Lính Đức
- Wiesława Kwaśniewska - Nhiếp ảnh gia
- Zdzisław Maklakiewicz – Nhà báo Zenon
- Tadeusz Kalinowski - Peters
- Mirosława Krajewska – Tiếp viên hàng không